# Meridià 67 a l'oest
El meridià 67 a l'oest de Greenwich és una línia de longitud que s'estén des del pol Nord travessant l'oceà Àrtic, Groenlàndia, Amèrica del Sud, l'oceà Atlàntic, l'oceà Antàrtic, i l'Antàrtida fins al pol Sud.
El meridià 67 a l'oest forma un cercle màxim amb el meridià 113 a l'est. Com tots els altres meridians, la seva longitud correspon a una semicircumferència terrestre, uns 20.003,932 km. Al nivell de l'Equador, és a una distància del meridià de Greenwich de 7.458 km.

## De Pol a Pol
Començant en el pol Nord i dirigint-se cap al pol Sud, aquest meridià travessa:
| Coordenades                             | País, territori o mar  | Notes |
| --------------------------------------- | ---------------------- | --- |
| 90° 0′ N, 67° 0′ O / 90.000°N,67.000°O  | Oceà Àrtic             | |
| 83° 12′ N, 67° 0′ O / 83.200°N,67.000°O | Mar de Lincoln         | |
| 82° 57′ N, 67° 0′ O / 82.950°N,67.000°O | Canadà                 | Nunavut — Ellesmere |
| 80° 58′ N, 67° 0′ O / 80.967°N,67.000°O | Estret de Nares        | |
| 80° 24′ N, 67° 0′ O / 80.400°N,67.000°O | Groenlàndia            | |
| 80° 3′ N, 67° 0′ O / 80.050°N,67.000°O  | Estret de Nares        | Conca de Kane |
| 79° 9′ N, 67° 0′ O / 79.150°N,67.000°O  | Groenlàndia            | |
| 75° 59′ N, 67° 0′ O / 75.983°N,67.000°O | Badia de Baffin        | |
| 70° 0′ N, 67° 0′ O / 70.000°N,67.000°O  | Estret de Davis        | |
| 69° 24′ N, 67° 0′ O / 69.400°N,67.000°O | Canadà                 | Nunavut — Península Henry Kater, Illa de Baffin |
| 69° 11′ N, 67° 0′ O / 69.183°N,67.000°O | Estret de Davis        | |
| 68° 27′ N, 67° 0′ O / 68.450°N,67.000°O | Canadà                 | Nunavut — Península Cumberland, Illa de Baffin |
| 66° 21′ N, 67° 0′ O / 66.350°N,67.000°O | Badia Cumberland       | |
| 65° 28′ N, 67° 0′ O / 65.467°N,67.000°O | Canadà                 | Nunavut — Península de Hall, Illa de Baffin |
| 63° 14′ N, 67° 0′ O / 63.233°N,67.000°O | Badia de Frobisher     | |
| 63° 6′ N, 67° 0′ O / 63.100°N,67.000°O  | Canadà                 | Nunavut — Illa Chase, Illa de Baffin |
| 63° 5′ N, 67° 0′ O / 63.083°N,67.000°O  | Badia de Frobisher     | |
| 62° 44′ N, 67° 0′ O / 62.733°N,67.000°O | Canadà                 | Nunavut — Península Meta Incognita, Illa de Baffin |
| 62° 2′ N, 67° 0′ O / 62.033°N,67.000°O  | Estret de Hudson       | |
| 60° 30′ N, 67° 0′ O / 60.500°N,67.000°O | Badia d'Ungava         | |
| 58° 27′ N, 67° 0′ O / 58.450°N,67.000°O | Canadà                 | Quebec Terranova i Labrador — Labrador, des de 54° 51′ N, 67° 0′ O / 54.850°N,67.000°O Quebec — des de 53° 28′ N, 67° 0′ O / 53.467°N,67.000°O Terranova i Labrador — Labrador, des de 53° 22′ N, 67° 0′ O / 53.367°N,67.000°O Quebec — des de 53° 19′ N, 67° 0′ O / 53.317°N,67.000°O Terranova i Labrador — Labrador, des de 53° 10′ N, 67° 0′ O / 53.167°N,67.000°O Quebec — des de 53° 8′ N, 67° 0′ O / 53.133°N,67.000°O Terranova i Labrador — Labrador, des de 53° 6′ N, 67° 0′ O / 53.100°N,67.000°O Quebec — des de 52° 49′ N, 67° 0′ O / 52.817°N,67.000°O |
| 49° 51′ N, 67° 0′ O / 49.850°N,67.000°O | Riu Sant Llorenç       | |
| 48° 59′ N, 67° 0′ O / 48.983°N,67.000°O | Canadà                 | Quebec — Bas-Saint-Laurent Nova Brunswick — des de 47° 54′ N, 67° 0′ O / 47.900°N,67.000°O |
| 45° 9′ N, 67° 0′ O / 45.150°N,67.000°O  | Badia de Passamaquoddy | |
| 45° 0′ N, 67° 0′ O / 45.000°N,67.000°O  | Canadà                 | Nova Brunswick — Illa Deer |
| 44° 56′ N, 67° 0′ O / 44.933°N,67.000°O | Estats Units           | Maine — Illa Moose i continent |
| 44° 47′ N, 67° 0′ O / 44.783°N,67.000°O | Oceà Atlàntic          | Passa a l'oest de Grand Manan, Nova Brunswick, Canadà (a 44° 36′ N, 66° 55′ O / 44.600°N,66.917°O) |
| 18° 30′ N, 67° 0′ O / 18.500°N,67.000°O | Puerto Rico            | |
| 17° 58′ N, 67° 0′ O / 17.967°N,67.000°O | Mar Carib              | Passa a l'oest de Los Roques, Veneçuela (a 11° 50′ N, 66° 57′ O / 11.833°N,66.950°O) |
| 18° 30′ N, 67° 0′ O / 18.500°N,67.000°O | Veneçuela              | Passa a l'oest de Caracas (a 10° 29′ N, 66° 55′ O / 10.483°N,66.917°O) |
| 1° 42′ N, 67° 0′ O / 1.700°N,67.000°O   | Colòmbia               | |
| 1° 11′ N, 67° 0′ O / 1.183°N,67.000°O   | Brasil                 | Amazonas Acre — des de 9° 45′ S, 67° 0′ O / 9.750°S,67.000°O |
| 10° 11′ S, 67° 0′ O / 10.183°S,67.000°O | Bolívia                | |
| 22° 32′ S, 67° 0′ O / 22.533°S,67.000°O | Argentina              | |
| 22° 58′ S, 67° 0′ O / 22.967°S,67.000°O | Xile                   | Per uns 14 km |
| 23° 6′ S, 67° 0′ O / 23.100°S,67.000°O  | Argentina              | |
| 45° 18′ S, 67° 0′ O / 45.300°S,67.000°O | Oceà Atlàntic          | Golf San Jorge |
| 46° 49′ S, 67° 0′ O / 46.817°S,67.000°O | Argentina              | |
| 48° 37′ S, 67° 0′ O / 48.617°S,67.000°O | Oceà Atlàntic          | |
| 54° 10′ S, 67° 0′ O / 54.167°S,67.000°O | Argentina              | Illa Gran de Tierra del Fuego |
| 54° 58′ S, 67° 0′ O / 54.967°S,67.000°O | Xile                   | Illa Picton i illa Lennox |
| 55° 21′ S, 67° 0′ O / 55.350°S,67.000°O | Oceà Atlàntic          | Passa a l'est de l'illa Deceit, Xile (a 55° 54′ S, 67° 2′ O / 55.900°S,67.033°O) |
| 60° 0′ S, 67° 0′ O / 60.000°S,67.000°O  | Oceà Antàrtic          | |
| 66° 55′ S, 67° 0′ O / 66.917°S,67.000°O | Antàrtida              | Antàrtida Argentina, reclamat per Argentina · Territori Antàrtic Xilè, reclamat per Xile · Territori Antàrtic Britànic, reclamat per Regne Unit |